# 牛島信明
牛島 信明（うしじま のぶあき、1940年8月14日 - 2002年12月13日）は、スペイン文学者。東京外国語大学名誉教授。

## 経歴
大阪市生まれ。東京外国語大学スペイン語科で会田由に学ぶ。マドリード・コンプルテンセ大学大学院修了。1983年にペルーに赴任し、カトリック大学客員教授。1978年4月に東京外国語大学の講師となり、翌1979年には助教授、そして1985年には教授と母校教員を長く務め、定年後は名誉教授。琉球大学教授になるがまもなく没す。没後に正四位勲三等瑞宝章。
スペイン語文学（スペイン文学、及びイスパノアメリカ文学）を数多く翻訳し、『ドン・キホーテ』の新訳（岩波文庫版）を刊行した。1991年、ビオイ＝カサーレス『モレルの発明』の翻訳でBABEL国際翻訳大賞日本翻訳大賞・文学部門を受賞。

## 著書
- 『反=ドン・キホーテ論 セルバンテスの方法を求めて』（弘文堂、1989年）
- 『スペイン古典文学史』（名古屋大学出版会、1997年）
- 『ドン・キホーテの旅 神に抗う遍歴の騎士』（中公新書、2002年）

## 共編著
- 『教養のためのスペイン語』 富田育子共著（大修館書店、1991年）
- 『スペイン学を学ぶ人のために』 川成洋・坂東省次共編（世界思想社、1999年）

## 訳書
- 『ボルヘスとわたし 自撰短篇集』 ホルヘ・ルイス・ボルヘス（新潮社、1974年）→ちくま文庫、2003年（改訂版）
- 『グアテマラ伝説集』 ミゲル・アンヘル・アストゥリアス（国書刊行会〈ラテンアメリカ文学叢書〉、1977年）→岩波文庫、2009年
- 『失われた足跡』 アレホ・カルペンティエル（集英社〈世界の文学28〉、1978年）→集英社文庫、1994年→岩波文庫、2014年5月
- 『弓と竪琴』 オクタビオ・パス（国書刊行会〈ラテンアメリカ文学叢書〉、1980年）
  - 新装版 国書刊行会、1990年 →ちくま学芸文庫、2001年6月 →岩波文庫、2011年1月
- 『エバ・ペロン 美しき野心』 ジョン・バーンズ（新潮社、1982年） → 改題 『エビータ』（新潮文庫、1996年）
- 『天国・地獄百科 ボルヘス』 アドルフォ・ビオイ＝カサーレス（風の薔薇：アンデスの風叢書、1982年）
- 『セルバンテスまたは読みの批判』 カルロス・フエンテス（風の薔薇、1982年）
- 『自由の王ローペ・デ・アギーレ』 オテロ＝シルバ（集英社〈ラテンアメリカの文学〉、1984年）
- 『ハープと影』 カルペンティエール（新潮社、 1984年）
- 『インカ皇統記（スペイン語版、英語版）』 インカ・ガルシラーソ・デ・ラ・ベーガ（大航海時代叢書 エクストラ・シリーズ：岩波書店、1985年 - 1986年） →岩波文庫（全4巻）、2006年
- 『ドン・キホーテ』 セルバンテス（編訳、岩波少年文庫、1987年、新版2000年）
- 『セルバンテス短篇集』（岩波文庫、1988年）→ワイド版2010年
- 『塩の像』 レオポルド・ルゴーネス（国書刊行会、1989年）
- 『モレルの発明』 ビオイ=カサーレス 清水徹共訳（書肆風の薔薇〈叢書アンデスの風〉、1990年）
- 『17・18世紀大旅行記叢書8 南米諸王国紀行』 ウリョーア、フワン （岩波書店、1991年）
- 『ドン・キホーテの心理学』 サルバドール・デ・マダリアーガ（晶文社、1992年）
- 『血の婚礼 他二篇』 ガルシーア・ロルカ （岩波文庫、1992年）、他は「イェルマ」「ベルナルダ・アルバの家」
- 『スペイン中世・黄金世紀文学選集1 わがシッドの歌』 福井千春共訳（国書刊行会、1994年）
- 『スペイン中世・黄金世紀文学選集2 よき愛の書』 フアン・ルイス、富田育子共訳（国書刊行会、1995年）
- 『スペイン中世・黄金世紀文学選集3 ルカノール伯爵』 ドン・フアン・マヌエル、上田博人共訳（国書刊行会、1994年）
- 『スペイン中世・黄金世紀文学選集5 模範小説集』 セルバンテス（国書刊行会、1993年）
- 『スペイン中世・黄金世紀文学選集6 ラサリーリョ・デ・トルメスの生涯』（国書刊行会、1997年）
- 『七つの柱』 W.フェルナンデス・フローレス（小学館〈地球人ライブラリー〉、1997年）
- 『ホセ・マルティ選集第1巻』（日本経済評論社、1998年）
- 『ドン・キホーテ』 セルバンテス（岩波書店 全2巻、1999年）
  - 『ドン・キホーテ　前篇 後篇』 岩波文庫 全6巻、2001年 →ワイド版、2010-11年
- 『論議 ボルヘス・コレクション』 ボルヘス（国書刊行会、2000年）
- 『序文つき序文集 ボルヘス・コレクション』 ボルヘス、内田兆史・久野量一共訳（国書刊行会、2001年）
- 『スペイン黄金世紀演劇集』（名古屋大学出版会、2003年）